# Smilax tuberculata
Smilax tuberculata är en enhjärtbladiga växtart som beskrevs av Karel Presl. Smilax tuberculata ingår i släktet Smilax, och familjen Smilacaceae.
Artens utbredningsområde är Ecuador. Inga underarter finns listade i Catalogue of Life.